# Taczowskie Pieńki
Taczowskie Pieńki (prononciation : [taˈt͡ʂɔfskʲɛ ˈpjɛɲki]) est un village polonais de la gmina de Zakrzew dans le powiat de Radom de la voïvodie de Mazovie dans le centre-est de la Pologne.

## Histoire
De 1975 à 1998, le village appartenait administrativement à la voïvodie de Radom.